# Đivan
Đivan is een plaats in de gemeente Vrbovec in de Kroatische provincie Zagreb. De plaats telt 44 inwoners (2001).